# 사랑을 믿어요 (노래)
《사랑의 리퀘스트》는 아이유의 다섯번째 디지털 싱글이자 유승호와의 듀엣 싱글로써 2010년 8월 2일 발매되었다.
유승호와 듀엣곡인 〈사랑을 믿어요〉 한 곡으로 구성되어 있다.

## 개요
〈사랑을 믿어요〉는 KBS 사랑의 리퀘스트 600회 특집으로 이루어진 '희망로드 대장정'이라는 프로그램에서 프로젝트 형식으로 나온 곡으로, 2010년 7월 24일, '희망로드 대장정 - 유승호, 인도의 눈물ㆍ스리랑카의 아픔을 보다' 편에서 먼저 뮤직비디오와 함께 선공개되었다.

〈사랑을 믿어요〉의 음원 수익금은 전액 스리랑카의 전쟁 고아들을 위해 기부될 예정이다.

## 트랙리스트
| #  | 제목              | 작사                     | 작곡     | 재생 시간 |
| -- | ----------------- | ------------------------ | -------- | --------- |
| 1. | 〈사랑을 믿어요〉 | G.고릴라, 아이유, 유승호 | G.고릴라 | 4:15      |

## 성과
〈사랑을 믿어요〉는 음원사이트에서 상위권에 랭크되기도 했는데 각 사이트별 최고 순위는 다음 표와 같다.
| 음원사이트                            | 일자                            | 최고순위 |
| ------------------------------------- | ------------------------------- | -------- |
| Melon                                 | 2010년 8월 4일                  | 10위     |
| Mnet                                  | 2010년 8월 5일 ~ 2010년 8월 7일 | 4위      |
| Dosirak                               | 2010년 8월 5일 ~ 2010년 8월 6일 | 6위      |
| Bugs                                  | 2010년 8월 5일 ~ 2010년 8월 6일 | 4위      |
| 소리바다                              | 2010년 8월 5일 ~ 2010년 8월 6일 | 9위      |
| 싸이월드                              | 2010년 8월 4일                  | 4위      |
| 몽키3 보관됨 2016-01-23 - 웨이백 머신 | 2010년 8월 4일                  | 3위      |